# Joan Rubió
Joan Rubió i Bellver (Reus, 24 de abril de 1870 - Barcelona, 30 de novembro de 1952) foi um arquiteto do modernismo catalão. Era irmão do engenheiro militar Marià Rubió i Bellver, e tio do arquiteto Nicolau Maria Rubió i Tudurí e do engenheiro Santiago Rubió i Tudurí.

## Biografia
Foi discípulo de Antoni Gaudí, com quem trabalhou até 1905 em várias das suas obras, incluindo a Sagrada Família, a Casa Batlló, o Parque Güell, a Casa Calvet, a torre Bellesguard, a restauração da Catedral de Palma de Maiorca e a Colónia Güell, onde construiu a Cooperativa (em colaboração com Francesc Berenguer, 1900) e várias casas particulares, como a Ca l'Ordal (1894) e a Ca l'Espinal (1900).
Foi também regedor da Câmara Municipal de Barcelona e arquiteto da Diputació, para a qual realizou obras no Palácio da Generalidade da Catalunha, incluindo a construção da ponte em estilo neogótico sobre a Carrer del Bisbe, que une o palácio às Cases dels Canonges (residência oficial do Presidente da Generalidade da Catalunha). Rubió venceu duas vezes o concurso anual dos edifícios artísticos (prémio municipal para o melhor edifício de Barcelona), com a Casa Roviralta (1913) e com a Torre dels Pardals (1917), entretanto desaparecida. Foi militante da Lliga Regionalista e colaborou na Comunidade da Catalunha. Foi presidente do Centro Artístico de Sant Lluc em duas ocasiões (1904-1906 e 1912-1914).
Entre os edifícios que construiu em Barcelona destacam-se a Casa Golferichs (1901), a Casa Pomar (1904), os edificios da Escola Industrial de Barcelona (1912) e diversas casas situadas na montanha do Tibidabo: a Casa Roviralta, a Casa Fornells e a Casa Casacuberta. Fora da capital catalã realizou a igreja de Sant Miquel de la Roqueta em Ripoll, o Mosteiro da Sagrada Família em Manacor, o edifício das caves Raventós e o Asilo de Santo Cristo em Igualada.
Rubió foi também um teórico da arquitetura, bom conhecedor da arquitetura gótica e estudioso e defensor das ideias de Gaudí, já que considerava que os seus projetos superavam os problemas construtivos da anteriormente prevalente arquitetura eclética.